# Jimmy Trotter
James „Jimmy“ Trotter (* 25. November 1899 in Easington; † 17. April 1984 in St Albans) war ein englischer Fußballspieler.

## Spielerkarriere
Trotter begann in der Betriebssportgemeinschaft im Unternehmen C A Parsons & Co. in Heaton, einem Stadtteil von Newcastle upon Tyne, mit dem Fußballspielen. Von 1919 bis 1922 spielte er für den FC Bury in der Football League Second Division.
Von 1922 bis 1930 gehörte er Sheffield Wednesday an, für den er ab der Saison 1926/27 in der Football League First Division spielte. Am Ende der Saison 1925/26 avancierte er mit 37 Toren zum Torschützenkönig und hatte mit dieser Anzahl großen Anteil am Aufstieg seiner Mannschaft. Seine Treffsicherheit stellte er auch in seiner ersten Saison in der Football League First Division unter Beweis, in dem er erneut mit 37 Toren Torschützenkönig wurde. Sein letztes Punktspiel für den Verein bestritt er am 2. Februar 1929 (27. Spieltag) beim 1:1-Unentschieden im Derby bei Sheffield United.
Während seiner Vereinszugehörigkeit gewann er zweimal die Meisterschaft und erzielte fünf Tore in sechs Spielen des FA-Cup-Wettbewerbs.

## Erfolge
- Englischer Meister 1929, 1930
- Torschützenkönig Football League First Division 1927 (mit 37 Toren)
- Meister Football League Second Division 1926 und Aufstieg in die Football League First Division
- Torschützenkönig Football League Second Division 1926 (mit 37 Toren)

## Trainerkarriere
Trotter war von 1956 bis 1961 Cheftrainer von Charlton Athletic, nachdem er von 1934 bis 1956 deren Co-Trainer gewesen war. In seiner ersten Saison gelang es ihm nicht seine Mannschaft in der ersten Spielklasse zu halten; sie stieg in einem Teilnehmerfeld von 22 Mannschaften auf Platz 22 in die zweite Liga ab, in der sie bis zum Ende seiner Trainerkarriere verblieb, bevor sie am Saisonende 1971/72 in die Football League Third Division absteigen musste.